# Blizzard Beasts
Blizzard Beasts è il quarto album in studio del gruppo musicale black metal norvegese Immortal, pubblicato nel 1997 dalla Osmose Productions.

## Il disco
Si tratta del primo album per il batterista Horgh, che da questo momento in poi sarà presente in tutti i lavori della band, e dell'ultimo per Demonaz, costretto a abbandonare il ruolo di chitarrista a causa di una forte tendinite al braccio.
Il sito "Allmusic", lo ha definito come uno dei meno riusciti della band. Da altri è considerato un album di transizione verso il cambio di stile che avverrà, con At the Heart of Winter, due anni più tardi.

## Tracce
1. Intro – 1:00
2. Blizzard Beasts – 2:49
3. Nebular Ravens Winter – 4:13
4. Suns That Sank Below – 2:47
5. Battlefields – 3:40
6. Mountains of Might – 6:38
7. Noctambulant – 2:22
8. Winter of the Ages – 2:33

### Bonus track (ristampe)[3]
1. Frostdemonstorm – 2:54

## Formazione[4]
- Abbath Doom Occulta – voce, basso
- Demonaz Doom Occulta – chitarra
- Horgh - batteria

## Crediti
- Immortal - produttore, ingegneria del suono, missaggio
- Ib Jensen - fotografia